# Implosiva bilabial surda
Uma implosiva bilabial surda é um fonema raro, usado em algumas línguas faladas. O símbolo no Alfabeto Fonético Internacional que representa este som é ⟨ɓ̥⟩ ou ⟨pʼ↓⟩. Uma carta específica do IPA, ⟨ƥ⟩, foi retirada em 1993.

## Características
- Sua forma de articulação é oclusiva, ou seja, produzida pela obstrução do fluxo de ar no trato vocal.[1]
- Como a consoante também é oral, sem saída nasal, o fluxo de ar é totalmente bloqueado e a consoante é uma plosiva.[1]
- Seu local de articulação é bilabial, o que significa que está articulado com os dois lábios.[1]
- Sua fonação é surda, o que significa que é produzida sem vibrações das cordas vocais.[1]
- É uma consoante oral, o que significa que o ar só pode escapar pela boca.[1]
- Como o som não é produzido com fluxo de ar sobre a língua, a dicotomia central-lateral não se aplica.[1]
- O mecanismo da corrente de ar é implosivo (ingressivo glótico), o que significa que é produzido puxando o ar e bombeando a glote para baixo.[1]
- Como não tem voz, a glote está completamente fechada e não há corrente de ar pulmonar.[1]

## Ocorrência
Um som raro e evidentemente instável, /ɓ̥/ é encontrado no sererê do Senegal, o dialeto ouerê do ibo na Nigéria, e em alguns dialetos das línguas pocomchi 'e quiché da Guatemala. O ouerê tem um contraste de sete vias entre as paradas bilabiais, /pʰ p ɓ̥ bʱ b ɓ m/, onde [ɓ̥] é alofone de [k͡p] e [ɓ] é alofone de [ɡ͡b].
| Língua   | Palavra                | AFI                    | Significado            | Notas |
| -------- | ---------------------- | ---------------------- | ---------------------- | ----- |
| Sererê   | [ exemplo necessário ] | [ exemplo necessário ] | [ exemplo necessário ] |       |
| Pocomchi | [ exemplo necessário ] | [ exemplo necessário ] | [ exemplo necessário ] |       |
| Quiché   | [ exemplo necessário ] | [ exemplo necessário ] | [ exemplo necessário ] |       |